# Suillia teberdensis
Suillia teberdensis är en tvåvingeart som beskrevs av Gorodkov 1979. Suillia teberdensis ingår i släktet Suillia och familjen myllflugor. Inga underarter finns listade i Catalogue of Life.